# Belemniastis eucyane
Belemniastis eucyane là một loài bướm đêm thuộc phân họ Arctiinae, họ Erebidae.